# Текс
Текс (від лат. Texo — ткати) — маса одиниці довжини текстильної пряжі та ниток. Таким чином, текс є одиницею вимірювання лінійної густини. 1 текс =10-6 кг·м-1. Міжнародне позначення одиниці — tex. В системі SI ця одиниця вимірювання дозволена для використання лише у визначеній сфері.
Також в метричній системі користуються номером нитки (у м/г) - довжина одного грама нитки (номер нитки = 1000/текс).